# Gostinica
Gostinica (izvirno srbsko Гостиница) je naselje v Srbiji, ki upravno spada pod Mesto Užice; slednja pa je del Zlatiborskega upravnega okraja.

## Demografija
V naselju živi 551 polnoletnih prebivalcev, pri čemer je njihova povprečna starost 46,5 let (45,6 pri moških in 47,5 pri ženskah). Naselje ima 202 gospodinjstev, pri čemer je povprečno število članov na gospodinjstvo 3,16.
To naselje je popolnoma srbsko (glede na rezultate popisa iz leta 2002), a v času zadnjih treh popisov je opazno zmanjšanje števila prebivalcev.
|  |

| Demografija | Demografija     | Demografija     |
| Leto        | Št. prebivalcev | Št. prebivalcev |
| ----------- | --------------- | --------------- |
|             |                 |                 |
|             |                 |                 |
|             |                 |                 |
|             |                 |                 |
| 1948        | 1447            |                 |
| 1953        | 1414            |                 |
| 1961        | 1340            |                 |
| 1971        | 977             |                 |
| 1981        | 900             |                 |
| 1991        | 676             | 675             |
| 2002        | 642             | 639             |
|             |                 |                 |

| Etnična sestava po popisu iz leta 2002 | Etnična sestava po popisu iz leta 2002 | Etnična sestava po popisu iz leta 2002 | Etnična sestava po popisu iz leta 2002 | Etnična sestava po popisu iz leta 2002 |
| -------------------------------------- | -------------------------------------- | -------------------------------------- | -------------------------------------- | -------------------------------------- |
| Srbi                                   | Srbi                                   |                                        | 639                                    | 100,0%                                 |
| Neznano                                | Neznano                                |                                        | 0                                      | 0,0%                                   |